# Oto Reisinger
Oton Antun Reisinger (Rankovci pokraj Murske Sobote, 4. listopada 1927. – Zagreb, 6. travnja 2016.) hrvatski karikaturist, diplomirani arhitekt.

## Životopis
Prve karikature objavljuje kao srednjoškolac 1942. u tjedniku Šilo. Poslije rata upisuje studij arhitekture i crta za Studentski list i Kerempuh do 1950., kad prelazi u uredništvo Vjesnika. Objavljuje izvan Hrvatske u njemačkom Quicku, nizozemskoj Panorami i švicarskom Nebelspalteru.
Glavni likovi su mu Pero, Štefek i Klara, pomoću kojih komentira stanje u državi i društvu u Vjesniku kao i njegov pandan Grga u Večernjem listu.

## Strip
Nacrtao je "Propast Kamen-vrha" po scenariju Nikše Fulgozija 1952., no više pažnje privukle su Štefekove pustolovine koje su izlazile od 1964. do 1966. u Plavom vjesniku, a 2008. godine ponovo su objavljene ovaj put u obliku strip-albuma/knjige.
Predstavljen je na velikoj retospektivnoj izložbi "Hrvatski strip 1867. – 1985." koja je organizirana 1986. godine u muzejskom prostoru u Zagrebu.
Štefek je doživio pet epizoda:
- Velika pustolovina
- Tajanstveni kovčeg
- Pustolovina na 220 volti (vidi sliku)
- Strah i trepet južnog parkirališta i
- Stijena užasa

## Nagrade
Nagrađen je Nagradom Vladimir Nazor za životno djelo 1984.
Na kraju tisućljeća nagrađivan je na festivalima u Turskoj (3. nagrada), a početkom novog, u Belgiji (2. nagrada), Hrvatskoj (1. nagrada), Turskoj (1. nagrada), Portugalu (posebno priznanje) te Stuttgartu 2008. (2. nagrada).
2014. dobio je nagradu za životno djelo na području hrvatskog stripa, Andrija Maurović, koju dodjeljuje udruga Art 9.

## Knjige
- "Amor amor..." 1973.
- "Rat i mir", priredio i uredio Mladen Pavković, Udruga hrvatskih dragovoljaca domovinskog rata; Meditor, Zagreb 1995.
- "Pero", priredio i uredio Mladen Pavković, Zagreb 1997. ISBN 953-6301-04-0
- "Štefekove pustolovine" Stripforum, Zagreb 2008. ISBN 978-953-95863-1-5

## Vanjske poveznice
- LZMK / Hrvatski obiteljski leksikon: Reisinger, Oto (Oton)  Arhivirana inačica izvorne stranice od 22. travnja 2016. (Wayback Machine)
- Nacional.hr – Dean Sinovčić: »Otto Reisinger – šest desetljeća rada doajena karikature« (intervju, 17. travnja 2006.)
- Net.hr / Kultura – ODLAZAK LEGENDARNOG KARIKATURISTE: U 89. godini preminuo Oto Reisinger  Arhivirana inačica izvorne stranice od 10. travnja 2016. (Wayback Machine)